# Aarti Majumdar
Aarti Majumdar (Connecticut, 3 de março de 1978), mais conhecida pelo seu nome artístico Aarti Mann, é uma atriz americana. Atuou em vários programas de televisão, incluindo um papel no drama Heroes. Ela é mais conhecida por interpretar o papel de Priya Koothrappali no seriado estadunidense The Big Bang Theory.

## Biografia
Mann nasceu em Connecticut em Março de 1978. Filha de pais Indianos, ela se mudou para Pittsburgh, Pensilvânia quando criança. O Pai da Mann morreu enquanto ela cursava no colégial. Por alguns anos, sua família viveu no Líbano e em Wexford antes de mudar para a Pennsylvania onde sua mãe, Vasanti Majumdar, era um ginecologista da Universidade de Pittsburgh', e onde ainda vive.
Mann estudou cinema na Universidade de Nova York e se formou na Side Shady Academy,

## Carreira
Mann começou a atuar em meados de 2000, inicialmente com papéis menores. Ela usa tanto Aarti Majumdar como Aarti Mann, como seus nomes profissionais.
| “ | Eu sou a filha de dois indianos, médicos imigrantes e eu tenho uma irmã mais velha e um irmão mais novo e nenhum de nós tem buscado a medicina como uma carreira. Todos estamos sendo artistas. | ” |

O irmão de Aarti Majumdar, Mann Nishad, é jornalista e sua irmã Kruti que também vive em Los Angeles e é cineasta, ajudou a influenciar a Aarti em sua decisão de atuar.
Mann fez um comercial nacional para a Volvo e outros papéis, incluindo em uma série de TV chamada "Quarterlife", que foi ao ar brevemente na NBC em 2008. Ela também foi a estrela de "Heroes" em 2009. Mann foi originalmente escalada para o papel de Stephanie para o episódio piloto de "Paging Dr. Freed", mas foi encerrado o contrato, após a mesa de leitura, porque a rede imaginou um perfil diferente para o personagem.

## Vida pessoal
Mann vive em Los Angeles com o marido e sua filha.

## Filmografia

### Filmes
| Ano  | Título                  | Papel          | Notas                         |
| ---- | ----------------------- | -------------- | ----------------------------- |
| 2006 | The Memsahib            | Mirabai        |                               |
| 2006 | Monsoon                 | Radialista     | Curta-metragem, não creditada |
| 2007 | The Punching Dummy      | Judy           | Curta-metragem                |
| 2009 | Ner Tamid               | Laura Mann     | Curta-metragem                |
| 2009 | Todays's Special        | Henna          |                               |
| 2011 | Pox                     | Mirabai        |                               |
| 2011 | Worker Drone            | Neela          | Curta-metragem                |
| 2012 | The Monogamy Experiment | Rebecca Behari |                               |

### Televisão
| Ano     | Título                     | Papel                  | Notas                                                             |
| ------- | -------------------------- | ---------------------- | ----------------------------------------------------------------- |
| 2008    | Quarterlife                | Sarita                 | Primeiro episódio                                                 |
| 2009    | Heroes                     | Shaila                 | Primeiro episódio                                                 |
| 2010    | The Young and the Restless | Doctor                 | Primeiro episódio                                                 |
| 2010-11 | The Big Bang Theory        | Priya Koothrappali     | Temporada 4-5 (recorrente; 12 episódios)                          |
| 2012    | Leverage                   | Waitress Amy Pavali    | Primeiro episódio (5ª Temporada Episódio 8 The Wing Job quebrado) |
| 2013    | Suits                      | Associate Maria Monroe | Primeiro episódio                                                 |